# Бочановка (Тверская область)
Бочановка - деревня в Бологовском районе Тверской области.

## География
Деревня находится в 21 километре от Вышнего Волочка по Октябрьской железной дороге.

## Власть
Деревня в административном плане относится к городскому поселению Город Бологое Бологовского района
Тверской области.